# Вен, Поль
Поль Мари Вен (Вейн) (фр. Paul-Marie Veyne; 13 июня 1930, Экс-ан-Прованс — 29 сентября 2022[…], Бедуан) — французский археолог и историк античности, специалист по истории Древнего Рима. Выпускник Высшей нормальной школы Франции, являлся почётным профессором в Коллеж де Франс. Представитель постмодернизма, причисляется к школе Луи Жерне.

## Биография
Поль Вен происходил из небогатой семьи: его дед и бабушка были фермерами, а отец банковским работником. Из всех направлений образования, которые он называет «бескультурными», Вен выбрал историю и археологию, абсолютно случайно, в возрасте восьми лет, когда он нашёл осколок амфоры на стоянке кельтов неподалеку от деревни Кавайон. Он развил в себе определённый интерес к римской цивилизации, поскольку она была наиболее известна в том месте, где он вырос. Вскоре его семья переехала в Лилль. Там, в археологическом музее, соблюдая указания куратора, он старательно и усердно изучал римские коллекции. Вен утверждал, что его интерес к грекам и римлянам он по воле случая обнаружил именно в детстве, и на него не влияли никакие гуманистические идеи.
Скончался 29 сентября 2022.

## В Париже
Отправившись в Париж за степенью бакалавра, он испытал неожиданную вспышку пробуждения политического духа, после того, как увидел барельеф на бульваре Сен-Мишель, который знаменовал освобождение города. Тогда Поль Вен принял решение вступить в коммунистическую партию Франции. Однако спустя четыре года он вышел из партии, не имея истинных политических убеждений. С другой стороны, плохое обращение колонистов с алжирцами возмущало его не меньше, чем зверства нацистов. Однако, шок, который он испытывал от этого, скорее носил моральный, нежели социальный или политический оттенок.

## Начало научной карьеры
Поль Вен учился в Высшей нормальной школе Франции в Париже в 1951—1955 годах. Позже он основался в Экс-ан-Провансе, где получил должность профессора Университета Прованса.
Именно в годы проживания в Экс-ан-Провансе он опубликовал провокационное Comment on écrit l’histoire, эссе, в котором рассуждал об эпистемологии истории. В то время, когда во французской историографии доминировали количественные методы, Вен в своём эссе беззастенчиво заявил, что история должна быть «истинной сказкой». Благодаря этому эссе он стал одним из первых, кто вызвал интерес к повествовательным аспектам исторической науки.
Однако его монография Le pain et le cirque, посвящённая эвергетизму, вышедшая в 1975 году, продемонстрировала, что концепция Вена о повествовательной истории в значительной степени отличается от сложившегося взгляда, и его разрыв с доминирующей Школой «Анналов» гораздо меньше, чем в 1970 году. Эта книга представляла собой комплексное исследование практики дарения подарков и была написана в традиции Марселя Мосса.

## Деятельность в Коллеж де Франс
В 1975 году Вен получил должность в Коллеж де Франс благодаря поддержке Раймона Арона. Однако во вступительной лекции он забыл упомянуть имя Арона, и с тех пор их отношения испортились. По словам Вена, Арон с тех пор порицал его за это проявление неблагодарности.
В должности заведующего кафедрой Римской истории Вен оставался с 1975 по 1999 год.

## Сотрудничество с Фуко
В 1978 года гносеологическое эссе Вена было переиздано совместно с новым сочинением Мишеля Фуко Foucault révolutionne l’histoire. В этой работе Вен перестал настаивать на восприятии истории как повествования и сконцентрировался на значимом сдвиге исторического мышления в работе Фуко. Этим эссе Вен зарекомендовал себя как важный и уникальный толкователь работ своего коллеги. Эти отношения между историком античности и философом повлияли и на последнего. Под влиянием Вена Фуко обращается к античности во втором томе «Истории сексуальности».
В 2008 году Поль Вен выпустил новую книгу, посвящённую Фуко и его сочинениям, переработав некоторые темы, которые поднимал в своём прошлом эссе, и расширил интеллектуальный портрет философа.

#### Переводы на русский язык
- Вен П. Как пишут историю. Опыт эпистемологии = Comment on écrit l'histoire : essai d'épistémologie / [Пер. с фр. Л. А. Торчинского]. — М.: Науч. мир, 2003. — 391 с. — (Программа Пушкин = Programme A. Pouchkine). — ISBN 5-89176-223-4.
- Вен, Поль. Греки и мифология: вера или неверие? = Les Grecs ont-ils cru à leurs mythes ? / Пер. с фр. В.П. Гайдамака. — М.: Искусство, 2003. — 221 с. — ISBN 5-85200-407-3.
- Вен П. Фуко. Его мысль и личность = Foucault, sa pensée, sa personne / Пер. с фр. А. В. Шестакова. — СПб.: Владимир Даль, 2013. — 193 с. — ISBN 978-5-93615-135-4.

## Награды
- 2006: Премия Шатобриана за «Греко-римскую империю»
- 2007: Премия Сената за историческую книгу за работу «Когда наш мир стал христианским (312—394)»[17]
- 2007: Большая премия Гобера за совокупность произведений
- 2009: Премия Роже Кайуа за эссе[18]